# Pseudohippopsis albescens
Pseudohippopsis albescens là một loài bọ cánh cứng trong họ Cerambycidae.